# Noix de jambon
 (octobre 2014).
Si vous disposez d'ouvrages ou d'articles de référence ou si vous connaissez des sites web de qualité traitant du thème abordé ici, merci de compléter l'article en donnant les références utiles à sa vérifiabilité et en les liant à la section « Notes et références ».

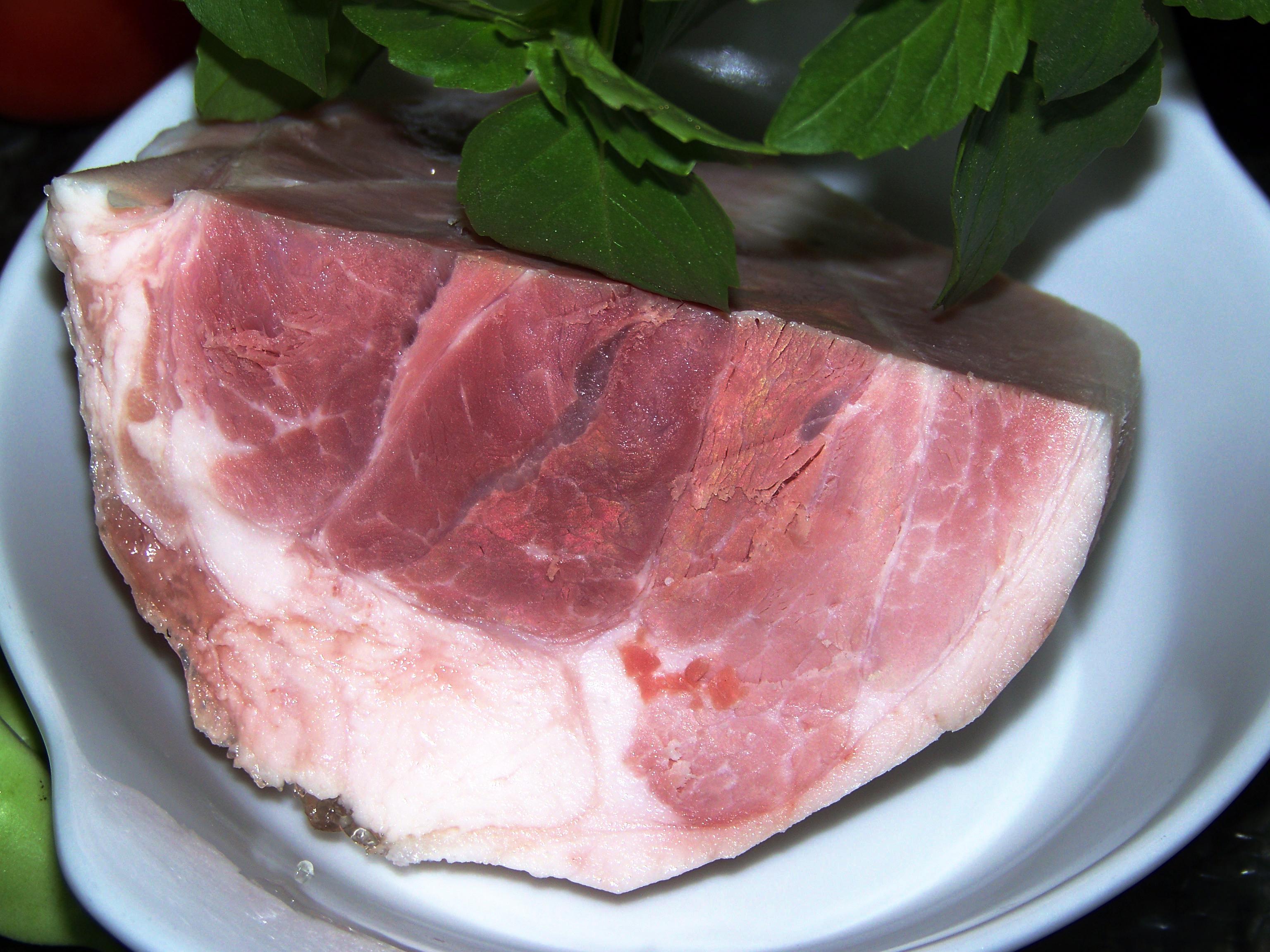
Noix de jambon cuit de porc du Ventoux

La noix de jambon est un morceau de la face interne du jambon de porc. Elle est recouverte d’une couche de graisse plus ou moins fine. Sa chair est relativement maigre. La noix se prête bien à la préparation de rôtis maigres. Elle est aussi idéale pour réaliser des plats sautés comme la viande émincée en sauce ou encore des escalopes.